# 16S rRNA
16S rRNA je název ribozomální RNA, která je součástí malé podjednotky prokaryotického ribozomu. Název je odvozen od její sedimentační konstanty. Paralela k 16S rRNA u eukaryot je 18S rRNA.
Oblast genu 16S rRNA je konzervovaná a pomalu mutuje. Proto se tento gen začal využívat pro fylogenetické studie. Celý gen má délku cca 1500 bp. Avšak pro fylogenetiku lze využít i kratší sekvence nukleotidů uvnitř tzv. hypervariabilních regionů.
V genu 16S rRNA byla identifikována místa pro nasedání univerzálních primerů sloužících pro amplifikaci cílového úseku pomocí PCR.
Analýza 16S rRNA je jednou z hojně využívaných metod při studiu mikrobiomu. Pomocí specifických primerů pro určitý variabilní region 16S rRNA podjednotky se úsek amplifikuje a následně sekvenuje. Pro analýzu dat vzniklých ze sekvenace 16S rRNA a následnou interpretaci výsledků a taxonomie se využívají bioinformatické nástroje (např. QIIME)  